# 1-Hydroxyanthrachinon
1-Hydroxyanthrachinon ist eine chemische Verbindung aus der Gruppe der Anthrachinonderivate.

## Vorkommen
1-Hydroxyanthrachinon wurde aus den Wurzeln von Rubia cordifolia, Morinda officinalis und Damnacanthus indicus, aus dem Kernholz von Tabebuia avellanedae (Lapacho) und dem Kraut von Cassia occidentalis isoliert. Es wurde auch als Metabolit von Anthrachinonen in Ratten nachgewiesen.

## Gewinnung und Darstellung
1-Hydroxyanthrachinon kann durch Diazotierung von 1-Aminoanthrachinon und Erhitzen des Diazoniumsalzes mit konzentrierter Schwefelsäure synthetisiert werden. Es kann auch durch Reaktion von 1-Nitroanthrachinon mit Natriumformiat in Dimethylformamid bei 130 °C und weitere Methoden gewonnen werden.

## Eigenschaften
1-Hydroxyanthrachinon ist ein gelbliches bis braunes kristalles Pulver, das praktisch unlöslich in Wasser ist.

## Verwendung
1-Hydroxyanthrachinon wird als Zwischenprodukt zur Herstellung von Farb- und Arzneistoffen verwendet.

## Regulierung
Über den Safe Drinking Water and Toxic Enforcement Act of 1986 besteht in Kalifornien seit dem 27. Mai 2005 eine Kennzeichnungspflicht für Produkte, die 1-Hydroxyanthrachinon enthalten.

## Externe Links zu erwähnten Verbindungen
1. ↑  Externe Identifikatoren von bzw. Datenbank-Links zu 1-Nitroanthrachinon:  CAS-Nr.: 82-34-8, EG-Nr.: 201-413-0, ECHA-InfoCard: 100.001.285, PubChem: 6704, ChemSpider: 6448, Wikidata: Q63396107.